# Lac Mahan
Pour les articles homonymes, voir Mahan.
Le lac Mahan (en anglais : Mahan Lake) est un lac américain dans le comté de Tuolumne, en Californie. Il est situé à 2 379 mètres d'altitude au sein de la Yosemite Wilderness, dans le parc national de Yosemite.